# Chung kết giải vô địch bóng đá thế giới các câu lạc bộ 2018
Trận chung kết giải vô địch bóng đá thế giới các câu lạc bộ 2018 là trận đấu cuối cùng của Giải vô địch bóng đá thế giới các câu lạc bộ 2018, giải đấu bóng đá các câu lạc bộ quốc tế được tổ chức ở Các Tiểu vương quốc Ả Rập Thống nhất. Nó sẽ là trận chung kết thứ 14 của Giải vô địch bóng đá thế giới các câu lạc bộ, một giải đấu được tổ chức bởi FIFA giữa các đội vô địch từ 6 liên đoàn châu lục, cũng như nhà vô địch giải quốc nội từ nước chủ nhà.
Trận chung kết được diễn ra giữa câu lạc bộ Tây Ban Nha và đương kim vô địch ba lần Real Madrid, đại diện cho UEFA với tư cách là đương kim vô địch UEFA Champions League, và câu lạc bộ UAE Al-Ain, đại diện cho nước chủ nhà với tư cách là đương kim vô địch Giải bóng đá chuyên nghiệp Các tiểu vương quốc Ả Rập Thống nhất. Trận đấu được diễn ra tại Sân vận động Thành phố Thể thao Zayed ở Abu Dhabi vào ngày 22 tháng 12 năm 2018.
Real Madrid thắng trận chung kết với tỷ số 4–1 để có lần thứ ba liên tiếp và là lần thứ tư vô địch Giải vô địch bóng đá thế giới các câu lạc bộ, phá vỡ kỷ lục của Barcelona để trở thành đội vô địch nhiều nhất giải đấu.

## Các đội
| Đội         | Liên đoàn     | Tư cách lọt vào giải đấu              | Số lần tham dự các trận chung kết giải vô địch bóng đá thế giới các câu lạc bộ trước đây (in đậm thể hiện năm vô địch) |
| ----------- | ------------- | ------------------------------------- | --- |
| Real Madrid | UEFA          | Vô địch UEFA Champions League 2017–18 | IC: 5 (1960, 1966, 1998, 2000, 2002) FCWC: 3 (2014, 2016, 2017)                                                        |
| Al-Ain      | AFC (Chủ nhà) | Vô địch UAE Pro-League 2017–18        | Không |

Ghi chú: Vào ngày 27 tháng 10 năm 2017, FIFA chính thức công nhận tất cả các câu lạc bộ vô địch Cúp bóng đá liên lục địa là các nhà vô địch thế giới, để có cùng thành tích với Giải vô địch bóng đá thế giới các câu lạc bộ.
- IC: Cúp bóng đá liên lục địa (1960–2004)
- FCWC: Giải vô địch bóng đá thế giới các câu lạc bộ (2000, 2005–nay)

## Đường đến trận chung kết
| Real Madrid     | Real Madrid | Đội                                               | Al-Ain             | Al-Ain               |
| --------------- | ----------- | ------------------------------------------------- | ------------------ | -------------------- |
| Đối thủ         | Kết quả     | Giải vô địch bóng đá thế giới các câu lạc bộ 2018 | Đối thủ            | Kết quả              |
| Miễn            | Miễn        | Vòng một                                          | Team Wellington    | 3–3 (s.h.p.) (4–3 p) |
| Miễn            | Miễn        | Vòng hai                                          | Espérance de Tunis | 3–0                  |
| Kashima Antlers | 3–1         | Bán kết                                           | River Plate        | 2–2 (s.h.p.) (5–4 p) |

## Trận đấu

### Chi tiết
| Real Madrid                                                  | 4–1      | Al-Ain         |
| ------------------------------------------------------------ | -------- | -------------- |
| - Modrić 14' - Llorente 60' - Ramos 79' - Nader 90+1' (l.n.) | Chi tiết | - Shiotani 86' |

| Real Madrid | Al-Ain |

| GK               | 25 | Thibaut Courtois  |     |     |
| RB               | 2  | Dani Carvajal     |     |     |
| CB               | 5  | Raphaël Varane    |     |     |
| CB               | 4  | Sergio Ramos (c)  | 45' |     |
| LB               | 12 | Marcelo           |     |     |
| CM               | 10 | Luka Modrić       |     |     |
| CM               | 18 | Marcos Llorente   |     | 82' |
| CM               | 8  | Toni Kroos        |     | 70' |
| RF               | 17 | Lucas Vázquez     |     | 84' |
| CF               | 9  | Karim Benzema     |     |     |
| LF               | 11 | Gareth Bale       |     |     |
| Cầu thủ dự bị:   |    |                   |     |     |
| GK               | 1  | Keylor Navas      |     |     |
| GK               | 13 | Kiko Casilla      |     |     |
| DF               | 3  | Jesús Vallejo     |     |     |
| DF               | 6  | Nacho             |     |     |
| DF               | 19 | Álvaro Odriozola  |     |     |
| DF               | 23 | Sergio Reguilón   |     |     |
| MF               | 14 | Casemiro          |     | 82' |
| MF               | 15 | Federico Valverde |     |     |
| MF               | 20 | Marco Asensio     |     |     |
| MF               | 22 | Isco              |     |     |
| MF               | 24 | Dani Ceballos     |     | 70' |
| FW               | 28 | Vinícius Júnior   |     | 84' |
| Huấn luyện viên: |    |                   |     |     |
| Santiago Solari  |    |                   |     |     |

| GK               | 17 | Khalid Eisa         |  |     |
| RB               | 23 | Mohamed Ahmed       |  | 64' |
| CB               | 5  | Ismail Ahmed (c)    |  |     |
| CB               | 14 | Mohammed Fayez      |  |     |
| LB               | 33 | Tsukasa Shiotani    |  |     |
| CM               | 43 | Rayan Yaslam        |  |     |
| CM               | 16 | Mohamed Abdulrahman |  | 67' |
| CM               | 3  | Tongo Doumbia       |  |     |
| RW               | 74 | Hussein El Shahat   |  |     |
| LW               | 7  | Caio                |  |     |
| CF               | 9  | Marcus Berg         |  | 75' |
| Cầu thủ dự bị:   |    |                     |  |     |
| GK               | 1  | Mohammed Busanda    |  |     |
| GK               | 12 | Hamad Al-Mansouri   |  |     |
| DF               | 19 | Mohanad Salem       |  |     |
| DF               | 44 | Saeed Jumaa         |  |     |
| MF               | 6  | Amer Abdulrahman    |  | 67' |
| MF               | 11 | Bandar Al-Ahbabi    |  | 64' |
| MF               | 13 | Ahmed Barman        |  |     |
| MF               | 18 | Ibrahim Diaky       |  |     |
| MF               | 28 | Sulaiman Nasser     |  |     |
| MF               | 30 | Mohammed Khalfan    |  |     |
| MF               | 88 | Yahya Nader         |  | 75' |
| FW               | 99 | Jamal Ibrahim       |  |     |
| Huấn luyện viên: |    |                     |  |     |
| Zoran Mamić      |    |                     |  |     |

| Cầu thủ xuất sắc nhất trận đấu: Marcos Llorente (Real Madrid) Trợ lý trọng tài: Frank Anderson (Hoa Kỳ) Corey Rockwell (Hoa Kỳ) Trọng tài thứ tư: Wilton Sampaio (Brazil) Trợ lý trọng tài dự bị: Zakhele Siwela (Nam Phi) Trợ lý trọng tài video: Danny Makkelie (Hà Lan) Hỗ trợ trợ lý trọng tài video: Mark Geiger (Hoa Kỳ) Bruno Boschilia (Brazil) Mauro Vigliano (Argentina) | Luật trận đấu - 90 phút thi đấu chính thức. - 30 phút hiệp phụ nếu tỉ số hoà sau thời gian thi đấu chính thức. - Loạt sút luân lưu nếu tỉ số vẫn hoà sau 30 phút hiệp phụ. - Mỗi đội có 12 cầu thủ dự bị. - Mỗi đội có tối đa 3 quyền thay cầu thủ, với lần thay thứ tư được phép ở hiệp phụ. |

### Thống kê
| Thống kê             | Real Madrid | Al-Ain |
| -------------------- | ----------- | ------ |
| Số bàn thắng         | 1           | 0      |
| Tổng số cú sút       | 11          | 2      |
| Số cú sút trúng đích | 3           | 0      |
| Cứu thua             | 0           | 2      |
| Kiểm soát bóng       | 70%         | 30%    |
| Phạt góc             | 6           | 2      |
| Phạm lỗi             | 6           | 3      |
| Việt vị              | 3           | 1      |
| Thẻ vàng             | 1           | 0      |
| Thẻ đỏ               | 0           | 0      |

| Thống kê             | Real Madrid | Al-Ain |
| -------------------- | ----------- | ------ |
| Số bàn thắng         | 3           | 1      |
| Tổng số cú sút       | 10          | 6      |
| Số cú sút trúng đích | 5           | 2      |
| Cứu thua             | 1           | 2      |
| Kiểm soát bóng       | 56%         | 44%    |
| Phạt góc             | 2           | 2      |
| Phạm lỗi             | 6           | 7      |
| Việt vị              | 1           | 1      |
| Thẻ vàng             | 0           | 0      |
| Thẻ đỏ               | 0           | 0      |

| Thống kê             | Real Madrid | Al-Ain |
| -------------------- | ----------- | ------ |
| Số bàn thắng         | 4           | 1      |
| Tổng số cú sút       | 21          | 8      |
| Số cú sút trúng đích | 8           | 2      |
| Cứu thua             | 1           | 4      |
| Kiểm soát bóng       | 63%         | 37%    |
| Phạt góc             | 8           | 4      |
| Phạm lỗi             | 12          | 10     |
| Việt vị              | 4           | 2      |
| Thẻ vàng             | 1           | 0      |
| Thẻ đỏ               | 0           | 0      |